# 윌리엄 로스 (정치인)
윌리엄 빅터 로스 주니어(William Victor Roth Jr., 1921년 7월 22일 ~ 2003년 12월 13일)은 미국의 정치인이다.

## 학력
- 헬레나 고등학교
- 하버드 경영대학원
- 하버드 로스쿨
- 오리건 대학교

## 경력
- 1961.04 ~ 1964.05 델라웨어 공화당 의장
- 1967.01 ~ 1970.12 제90·91대 미국 델라웨어 광역선거구 연방하원의원
- 1971.01 ~ 2003.01 제91~106대 미국 델라웨어 연방상원의원
- 1981.01 ~ 1987.01 미국 상원 정무위원회 위원장
- 1995.01 ~ 1995.10 미국 상원 정무위원회 위원장
- 1995.10 ~ 2001.01 미국 상원 재정위원회 위원장

## 역대 선거 결과
| 선거명      | 직책명                         | 대수  | 정당   | 득표율 | 득표수    | 결과 | 당락                     |
| ----------- | ------------------------------ | ----- | ------ | ------ | --------- | ---- | ------------------------ |
| 1960년 선거 | 델라웨어 부지사                | 16대  | 공화당 | 49.70% | 96,671표  | 2위  | 낙선                     |
| 1966년 선거 | 하원의원 (델라웨어 광역선거구) | 90대  | 공화당 | 55.77% | 90,961표  | 1위  | 델라웨어주 하원의원 당선 |
| 1968년 선거 | 하원의원 (델라웨어 광역선거구) | 91대  | 공화당 | 58.67% | 117,827표 | 1위  | 델라웨어주 하원의원 당선 |
| 1970년 선거 | 상원의원 (델라웨어 제1부)      | 92대  | 공화당 | 58.83% | 94,979표  | 1위  | 델라웨어주 상원의원 당선 |
| 1976년 선거 | 상원의원 (델라웨어 제1부)      | 95대  | 공화당 | 55.81% | 125,502표 | 1위  | 델라웨어주 상원의원 당선 |
| 1982년 선거 | 상원의원 (델라웨어 제1부)      | 98대  | 공화당 | 55.17% | 105,357표 | 1위  | 델라웨어주 상원의원 당선 |
| 1988년 선거 | 상원의원 (델라웨어 제1부)      | 101대 | 공화당 | 62.06% | 151,115표 | 1위  | 델라웨어주 상원의원 당선 |
| 1994년 선거 | 상원의원 (델라웨어 제1부)      | 104대 | 공화당 | 55.82% | 111,088표 | 1위  | 델라웨어주 상원의원 당선 |
| 2000년 선거 | 상원의원 (델라웨어 제1부)      | 107대 | 공화당 | 43.70% | 142,891표 | 2위  | 낙선                     |